# Martigny, Aisne

Martigny este o comună în departamentul Aisne din nordul Franței. În 1 ianuarie 2022 avea o populație de 421 de locuitori.